# Різанина в Нетів-га-Асарі
Різанина в Нетів-га-Асарі — 7 жовтня 2023 бойовики терористичної організації ХАМАС атакували прикордонний паркан Нетів-га-Асарі на півночі сектора Газа в рамках раптового нападу на Ізраїль. Бойовики вбили 15 людей, зокрема в деяких випадках членів однієї родини. У місті мешкає близько 900 жителів.

## Передісторія
Нетів-га-Асара, мошав, заснований 1982 року, має населення 900 осіб. Після відходу Ізраїлю з сектора Гази у 2005 році Нетів-га-Асара стала найближчою ізраїльською громадою до сектору Гази, розташованої всього за 400 метрів від околиці палестинського міста Бейт-Лахія. Мошав зазнавав постійних артилерійських обстрілів, у тому числі ракет «Касів», «Катюша» та мінометних обстрілів. У 2007 році Комітети народного опору зробили спробу проникнення, внаслідок чого двох нападників було вбито від рук ЦАХАЛ. Протягом багатьох років Нетів-га-Асара був свідком жертв серед цивільного населення, включаючи такі інциденти, як смерть Дани Галкович внаслідок вибуху ракети «Кассам» у 2005 році, втрата дев'ятирічної школярки у 2007 році та смертельний напад на тайського робітника у 2010 році.

## Хід подій
Вранці 7 жовтня в єврейське свято Сімхат Тора бойовики ХАМАС проникли в мошав Нетів-га-Асара неподалік від північної частини сектора Газа, використовуючи параплани Вони ходили від будинку до будинку, вбивши 15 місцевих мешканців та поранивши ще багатьох. Деякі жертви були з однієї сім'ї, інші були членами сільської групи швидкого реагування. Якоїсь миті у селі відключили електрику, залишивши людей, замкнених у безпечних кімнатах, без електрики. Також були захоплені заручники.

## Жертви
Імена вбитих: Аміт Вігал Вакс, Орен Штерн, Шломі та Айєлет Молчо, Хойк Сегал, Гіл Таєса, Аді Бехарєв, Таль Керн, Руті, Ар'є та Ор Акуні, Нуріт Баргал, Марина Альмабор та Дані Вебек.